# گراهام کار
گراهام کار (انگلیسی: Graham Carr؛ زادهٔ ۲۵ اکتبر ۱۹۴۴) بازیکن فوتبال اهل بریتانیا است.
از باشگاه‌هایی که در آن بازی کرده‌است می‌توان به باشگاه فوتبال برافورد پارک آونیو، باشگاه فوتبال یورک سیتی، باشگاه فوتبال دارتفورد، باشگاه فوتبال آلترینچام، باشگاه فوتبال پول تاون، باشگاه فوتبال ویموث، باشگاه فوتبال تونبریج آنجلز، و باشگاه فوتبال نورث‌همپتون تاون اشاره کرد.